# Boldogság.hu
A Boldogság.hu, a Republic tizenhetedik albuma, mely 1999-ben jelent meg.
Az eredeti kiadó, az MI5 Records néhány év után megszűnt, így az album nehezen beszerezhetővé vált, egészen 2007-ig, amikor az EMI a Boldogság.hu és az Üzenet című albumokat dupla-CD-n újra megjelentette.

## Az album dalai
1. Ne meneküljek! (Tóth Zoltán) (4:03)
2. A kisdobos (Cipő) (4:11)
3. Kurdisztánba a hegyek közé (Bódi László) (4:01)
4. Négy indián (Tóth Zoltán) (2:55)
5. Vízöntő (Bódi László) (4:21)
6. Soha ne menj oda (Bódi László) (3:09)
7. Ébredni hosszú álomból (Tóth Zoltán) (4:55)
8. A víz alatt (Bódi László) (3:55)
9. Róka jár az udvaron (Tóth Zoltán) (2:21)
10. Kísérlet (Boros Csaba–Bódi László) (3:35)
11. Nem jöttél, nem is írtál (Bódi László) (4:12)
12. A szerelő (Boros Csaba–Bódi László) (4:51)
13. Ima a vándorokért (Tóth Zoltán) (3:14)
14. Lajhár[1] (Tóth Zoltán) (3:37)
15. Kis borzasztó (Patai Tamás–Bódi László) (3:02)
16. Csodákban lépkedem (Bódi László) (4:56)

## Közreműködtek
- Nagy László Attila – Premier dobok, ütőhangszerek, vokál
- Patai Tamás – Fender Stratocaster, Gibson Les Paul Custom gitárok, vokál
- Tóth Zoltán – Fender Telecaster, Gibson T1 gitárok, A-90 Roland master keyboard, zongora, vokál
- Boros Csaba – Rickenbacker 4001 basszusgitár, Fender Stratocaster gitár, vokál
- Cipő – ének, orgona, zongora, vokál
- Budapest Juventutis Zenekar, művészeti vezető: Presztolánszky András – szimfonikusok
- Csejtey Ákos – szaxofon
- Cser György – vokál
- Fekete-Kovács Kornél – trombita
- Gulyás Ferenc – tekerőlant, ének
- Habarits „Éljen” Béla – vokál
- Schreck Ferenc – harsona
- Szabó András – hegedű
- Szilágyi „Bigyó” László – vokál

## Videóklip
- Ne meneküljek (a Duna Televízió felvétele)

## Toplistás szereplése
Az album eredeti kiadása nyolc héten át szerepelt a Mahasz Top 40-es eladási listáján, legjobb helyezése 6. volt. Az Üzenettel közös újra kiadott változat három héten át szerepelt a listán, legjobb helyezése 26. volt.